# ليون أشلي
ليون أشلي (بالإنجليزية: Leon Ashley)‏ هو كاتب أغاني ومغني أمريكي، ولد في 18 مايو 1936، وتوفي في 20 أكتوبر 2013.

## وصلات خارجية
- ليون أشلي على موقع IMDb (الإنجليزية)
- ليون أشلي على موقع ميوزك برينز (الإنجليزية)
- ليون أشلي على موقع ديسكوغز (الإنجليزية)